# جيما جونز (بحارة)
جيما جونز (بالإنجليزية: Gemma Jones)‏ هي بحارة نيوزيلندية، ولدت في 7 يناير 1994.

## وصلات خارجية
- جيما جونز على موقع أوليمبيديا (الإنجليزية)
- جيما جونز على موقع اللجنة الأولمبية النيوزيلندية (الإنجليزية)